# 흠정헌법대강
흠정헌법대강(欽定憲法大綱)은 청나라 말기인 1908년 8월 27일 공포된 법률로, 입헌군주제를 확립하고, 국민의 기본권을 확인한 동시에, 군주의 권리를 명문화한 헌법이다. 흠정헌법대강은 중국의 역사상 최초의 헌법이라는 데 그 의의가 있다.

## 흠정헌법대강 제정의 배경과 경과
청나라 말엽, 국력이 쇠락해 지면서 의화단 운동이 일어났다. 대영제국･프랑스･미국･독일 제국･러시아 제국･일본 제국･이탈리아 왕국･오스트리아-헝가리 제국의 8개국 연합군이 의화단 운동을 진압한 뒤 청의 수도 북경을 점령하였고, 청나라는 이듬해 불평등 조약인 신축조약을 맺게 된다.

이로 인해 위기감이 고조되자, 청나라 정부는 열강의 간섭 하에 보수 세력의 의견을 수렴하여 1901년 신정(新政)을 단행하였다. 이 신정은 광서제 치하에 행해졌다 하여 광서신정(光緖新政), 경자년에 행해졌다 하여 경자신정(庚子新政), 서태후의 수렴청정 시기에 행해졌다 하여 자희신정(慈禧新政) 혹은 청나라 말기에 행해졌다 하여 청말신정(淸末新政)이라고도 불리는데, 신정의 일환으로 단방(端方)·대홍자(戴鴻慈)·이성탁(李盛鐸)·재택(載澤)·상기형(尙其亨)의 다섯 대신들을 두 그룹으로 나누어 일본을 비롯한 미국･대영제국･프랑스･독일 제국･덴마크･노르웨이･스웨덴･오스트리아-헝가리 제국으로 파견하여 열강이 실시하고 있는 입헌 제도를 시찰하도록 하였다.

다섯 대신들 일본과 서구 열강을 시찰한 후, 각국의 입헌 정치를 고찰한 자료를 정리하여 제출하였고, 이 자료들을 정리하고 수합하기 위해 청 조정에서는 1906년 고찰정치관(考察政治館)을 신설하였다. 고찰정치관은 이후 헌정편사관(憲政編査館)으로 개칭되었다.

당해 8월 말, 서태후는 조정 회의를 통해 예비입헌을 채택하였고, 광서제는 9월 1일, "헌정을 본떠서 시행한다"는 방행헌정(倣行憲政)의 황명을 내렸으며, 2년 후인 1908년 (광서제 34년) 8월 27일 중국 최초의 헌법이라 할 수 있는 흠정헌법대강을 반포하였다.

## 구성
흠정헌법대강은 1889년 2월 11일에 입헌주의에 기초하여 공포된 일본 제국의 헌법인 일본 제국 헌법을 기초로 하였으나, 군주권을 제한하는 것과 관련된 항목들은 삭제하였다. 흠정헌법대강은 모두 23조로 되어 있으며, 본문은 "군상대권"(군주의 권력)과 "신민 권리 의무"의 두 부분으로 구성되어 있다.
- 군상의 상권
  - 제1조 대청 황제는 대청제국을 통치하며 만세일계이며 영원히 군림한다.
  - 제2조 군상(君上)은 신성존엄하며 침범할 수 없다.
  - 제3조 법률을 흠정하고 집행하는 권력과 방안을 결의하는 권력을 갖는다. 의회에서 의결한 것이라도 황제의 명령으로 비준되고 반포된것이 아니면 실행할 수 없다.
  - 제4조 의회를 소집하고 개회, 폐회, 정회, 속회하고 해산할 권력을 가진다.
  - 제5조 관제의 일체를 정하고 백관을 임명하는 권리를 가지며 의회는 이에 간섭할 수 없다.
  - 제6조 육해군을 통솔하고 군제를 감독할 권리를 가지며 의회는 이에 간섭할 수 없다.
  - 제7조 개전, 강화, 및 조약체결 사신 파견과 접수에 대한 권리를 가지며 의회는 이에 간섭할 수 없다.
  - 제8조 계엄을 선포할 수 있으며 이에 따라 신민(臣民)의 자유를 제한할 수 있다.
  - 제9조 사법을 총지휘하는 권리를 가지며 사법기관에 위탁하여 황제가 승인한 법률로 사법을 집행하며, 황제의 명령으로 법을 고칠수는 없다.
  - 제10조 의회가 폐회중일 때 긴급한 사태가 생기면 법률을 대신한 황제의 명령을 발동할 수 있으며, 재정을 조달할 수 있다. 다만 이는 다음 의회가 개회되었을 때 의회의 심의를 받아야한다.
  - 제11조 황실 경비는 황제가 고정액을 정하여 국고에서 지급하되 의회는 이에 간섭할 수 없다.
  - 제12조 황실에 큰 의식이 있을 때 황제가 황족들을 이끌며 흠차대신이 의논해 정한다. 의회는 이에 관섭할 수 없다.

- 신민들에게 부여된 권리와 의무(세부한 목차는 마땅히 헌법에 기초해 정해졌음)
  - 제1조 신민 중 법률명령에 부합해 자격을 갖춘 사람은 문무관리나 의원이 될 수 있다.
  - 제2조 신민은 법률의 범위 안에서 자유롭게 언론, 저작, 출판 및 집회, 조직을 결성해 정치 활동을 할 수 있다.
  - 제3조 신민은 법률에 정해진 바를 위반하지 않는다면 체포, 감금, 처벌이 불가하다.
  - 제4조 신민들은 법관에게 청해 심판의 과정 중 안건에 대해 소송을 걸 수 있다
  - 제5조 신민은 오로지 법률에 의한 절차에 의해서만 심판을 받으며 또한 관청의 심판에 응할 수 있다.
  - 제6조 신민의 재산은 거주하는 곳에 미치며, 무고하게 침범당할 수 없다.
  - 제7조 신민은 법률에 의거해서만 납세와 병역의 의무를 진다.
  - 제8조 신민의 현재 세금부담에 대해서는, 새로운 법률이 재정되기 전까지는 모두 옛 규정에 따른다.
  - 제9조 신민은 국가법률의 의무를 준수해야한다.

## 영향과 평가
흠정헌법대강은 입헌군주제를 확립시키고, 당시의 역사적 조건 하에서 민주주의적인 요소를 가지고 있어, 당시 중국인들의 사고체계에 큰 영향을 끼쳤다. 그러나 흠정헌법대강은 국민들에게 민주적 권리를 완전히 보장하지는 않았으며, 헌법의 형식으로 전제군주권을 확립하려 했기에 정부와 민간의 불만을 야기하였으며, 입헌파 역시 크게 실망하게 되었다. 이는 결국 입헌파들이 쑨원 등의 혁명파들이 주장하는 청조 타도운동에 공감하여 신해혁명의 원동력으로 작용하게 되는 계기로 작용하였다.

## 같이 보기
- 광서제
- 서태후
- 신축조약
- 광서신정
- 의화단 운동
- 보로 운동
- 신해혁명